# Euromønter
Euro (EUR eller €) er valutaen i 18 af EU's 27 medlemslande, samt lande i valutaunion med disse. Euromønter og eurosedler blev først udstedt 1. januar 2002.
En euro deles i 100 eurocent, og mønterne findes i otte forskellige værdier fra én eurocent til to euro. Mønterne har en fællesside med et kort over Europa, mens hvert land, der er medlem af eurozonen, har sit eget design på nationalsiden af mønterne, hvilket betyder at hver mønt har et antal varianter i omløb på samme tid. Tre lilleputstater i Europa, der også har indført euroen som valuta, har også ret til at udstede mønter med egne design på den nationale side.
Mønterne og diverse 2-euro-samlermønter præges ved en række nationalbanker over hele EU i henhold til regulerede nationale møntkvoter. Nationalsiderne vælges af de enkelte stater, mens fællessiden og valutaen som helhed bestyres af den Europæiske Centralbank (ECB).
Det er i Danmark muligt at benytte såvel euromønter som danske kroner i de fleste mønttelefoner.

## Fælles side
Der er otte forskellige euroværdier med hver sin værdi. 1-, 2- og 5-centmønterne er de mindste i størrelse og er fremstillet af kobberplateret stål. 10-, 20- og 50-centmønterne er lidt større og er lavet af en kobberlegering. De største er 1- og 2-euromønterne, der er lavet af kobbernikkel og nikkelmessing. Alle mønterne har en fælles side, der angiver møntens værdi, formgivet af den belgiske designer Luc Luycx. Designet for 1-, 2-, og 5-centmønterne viser alle Europas placering i verden, mens verdensdelen Europa er gengivet på de andre mønter.

### Det oprindelige design
Det første design, som var på 10-, 20- og 50-centmønterne, der blev præget i perioden 1999-2006, havde som motiv de 15 eurolande, angivet adskilt fra andre lande, og dette fik Europas lande til at fremstå som en øgruppe. Andre EU-lande udenfor eurozonen (Danmark, Storbritannien og Sverige fremgik også af mønterne, men ikke lande uden for EU, f.eks. Norge. Dette efterlod indtrykket af at Sverige havde en lang kyst mod vest.
På 1- og 2-euromønterne fremstod landområdet meget sammenhængende, selv om grænser var angivet. De lodrette kanter gik også igennem nogle ikke-deltagende lande. Som i den nuværende serie havde alle mønter 12 stjerner i designet.
Årstallet, som er angivet på mønterne, kan gå helt tilbage til 1999, da valutaen formelt blev dannet (årstallet 1999 findes kun på mønter fra Belgien, Finland, Frankrig, Holland og Spanien). Disse lande stempler traditionelt set mønten med det år, den er præget, og ikke det år, den er sat i cirkulation.

### Det nuværende design
I 2007 blev et nyt design af mønterne indført som følge af EU's udvidelse i 2004. Designet har fastholdt tidligere elementer som de 12 stjerner, men kortet med de 15 lande er skiftet ud med et kort, hvor hvor hele Europa ses uden landegrænser. De lodrette kanter optræder ud over havet. Efter at der havde været klager over allergiske reaktioner hos folk, der ofte håndterer mønter blev den metallurgiske sammensætning i mønterne ændret for at fjerne zinkindholdet. Cypern vises på kortet flere hundrede kilometer nordvest for landets egentlige beliggenhed for at kunne få plads til det på kortet. På 1- og 2-euromønterne ses Cypern direkte øst for Grækenland og på 10-, 20- og 50-centmønterne ligger landet direkte syd for Kreta. Europa-Kommissionens oprindelige forslag var at tage Tyrkiet med på kortet, men dette designforslag blev afvist af EU-Rådet.
De første mønter i denne serie blev præget til slovenske euromønter af Myntverket i Finland. Serien kom i cirkulation i 2007 og brugen af den har været obligatorisk for de eksisterende medlemmer siden 2008. Én-, to- og femcentmønterne er uændret, da de viser Europas placering i verden (de 15 oprindelige stater kan dog stadig ses).

## Nationale sider
De nationale sider er forskellige fra land til land, eftersom hvert medlemsstat har lov til at vælge sit eget design. Hver af de otte mønter kan have det samme design (som de belgiske euromønter) eller kan være forskellige fra den ene mønt til den anden (som de italienske euromønter). I monarkier har den nationale side ofte et portæt af landets konge eller dronning, og ofte i en udformning, som er videreført fra den tidligere møntfod (f.eks. Belgien). Republikker har som oftest nationale monumenter, symboler og stiliserede design på deres nationale sider (som de franske euromønter. Graveringen på kanten af 2-euromønten kan også være særlig for det enkelte land.
Der er dog nogle designbegrænsninger. De 12 stjerner, gravørens initialer og udstedelsesåret skal angives (en regel, der i øjeblikket ikke efterleves på de tyske euromønter og de græske euromønter. På de nye udgivelser skal navnet på udstedelseslandet også være angivet, hvilket man på de belgiske euromønter, de franske euromønter og de italienske euromønter kun kan se som en forkortelse.
Møntens værdi eller ordet euro må ikke gentages, undtagen hvis det skrives med et andet alfabet (som på græske euromønter). Denne regel efterleves ikke på de østrigske euromønter. Den nationale side af mønterne skulle være uforandret indtil slutningen af 2008 med mindre en monark, som var afbildet, døde eller abdicerede i mellemtiden (hvilket skete på de vatikanske euromønter).
Der er i øjeblikket ingen planer om at afskaffe de nationale sider af mønterne og indføre en fælles europæisk side. Europa-Kommissionen har dog foreslået, at der laves et fælles design for 1-, 2- og 5-centmønterne for at holde omkostningerne nede.
Selv om de ikke er medlemmer af EU, så har Monaco, San Marino og Vatikanstaten også en national side - disse mønter sættes ikke ud i almindelig cirkulation, men sælges i stedet af myndighederne til priser, som er højere end den pålydende værdi. Andorra har indgået en aftale med EU om at præge mønter med eget design, sandsynligvis fra og med 2013, men afhængigt af hvornår det andorranske parlament godkender aftalen.
| Værdi   | Diameter | Bredde  | Vægt   | Bestanddele                                                             | Kant                                                           | Eksempler på nationale sider |
| ------- | -------- | ------- | ------ | ----------------------------------------------------------------------- | -------------------------------------------------------------- | ---------------------------- |
| 1 cent  | 16,25 mm | 1,67 mm | 2,30 g | Kobberplateret stål                                                     | Glat                                                           | · San Marino                 |
| 2 cent  | 18,75 mm | 1,67 mm | 3,06 g | Kobberplateret stål                                                     | Glat med en rille i midten                                     | Spanien                      |
| 5 cent  | 21,25 mm | 1,67 mm | 3,92 g | Kobberplateret stål                                                     | Glat                                                           | · Slovakiet                  |
| 10 cent | 19,75 mm | 1,93 mm | 4,10 g | Kobberlegering (Cu89 Al5 Zn5 Sn1) (Nordisk guld)                        | Groft riflet                                                   | · San Marino                 |
| 20 cent | 22,25 mm | 2,14 mm | 5,74 g | Kobberlegering (Nordisk guld)                                           | Glat med syv fordybninger ("spansk blomst")                    | · Slovakiet                  |
| 50 cent | 24,25 mm | 2,38 mm | 7,80 g | Kobberlegering (Nordisk guld)                                           | Riflet                                                         | · Spanien                    |
| 1 euro  | 23,25 mm | 2,33 mm | 7,50 g | Inderst: Kobbernikkel (Cu75 Ni25) Yderst: Nikkelmessing (Cu75 Zn20 Ni5) | Seks skiftende segmenter, tre slette, tre fint riflede         | · Østrig                     |
| 2 euro  | 25,75 mm | 2,20 mm | 8,50 g | Inderst: Nikkelmessing Yderst: Kobbernikkel                             | Fint riflet med indskrift. Teksten varierer fra land til land. | · Grækenland                 |

### Fremtidige ændringer til nationale sider
Europa-Kommissionen anbefalede den 19. december 2008, at:
- De nationale sider på alle værdier af euromønter skal have en angivelse af det udstedende medlemsland ved medlemslandets navn eller en forkortelse heraf.
- De nationale sider skal ikke gentage nogen form for angivelse af møntens værdi, og ej heller skal de gentage navnet på den fælles valuta eller dens underdeling, med mindre en sådan angivelse skyldes anvendelsen af et andet alfabet.
- Denne anbefaling gælder alle nationale sider og skriften på kanterne på både normale mønter og på temamønter. Den gælder ikke for mønter og temamønter, som er udstedt før denne anbefaling.

Anbefalingen førte til, at fem eurolande skulle ændre deres nationale design. Finland var den første, der gjorde det i 2007, Belgien fulgte i 2008, mens hverken Østrig eller Tyskland ønsker at ændre deres mønter Grækenland er stadig udestående.

## Materialer
1-, 2- og 5-centmønterne står for ca. 80% af de alle de nye mønter, der præges i eurozonen. På grund af omkostningerne ved at fremstille mønter med så lav værdi har Europa-Kommissionen og nogle medlemslande foreslået, at man kunne nedbringe omkostningerne ved at indføre et fælles design på begge sider af disse mønter i stedet for at præge flere forskellige udgaver..
1- og 2-euromønterne er to-tonede. "Guldet" er en legering af 75% kobber, 20% zink og 5% nikkel. "Sølvet" er kobbernikkel, 75% kobber, 25% nikkel. 10-, 20- og 50-centmønterne er lavet af en legering, kaldet "nordisk guld", som består af 89% kobber, 5% aluminium, 5% zink og 1% tin. 1-, 2- og 5-centmønterne er lavet af kobberplateret stål. Kobberlegeringen gør mønterne antiseptiske.

## Mønter med lav værdi
1- og 2-centmønrerne blev oprindeligt introduceret for at undgå, at euroens indførelse blev brugt som en undskyldning for at runde priserne kraftigt op. På grund af nationalbankers og virksomheders store omkostninger forbundet med at vedligeholde en cirkulation af mønter med lav værdi, har Finland og Holland besluttet at runde priserne op eller ned til nærmeste 5 cent, hvis der betales med kontanter, og de 2 lande fremstiller kun et begrænset antal 1- og 2-centmønter til samlere. Mønterne er stadig gangbart betalingsmiddel i de 2 lande, og fremstilles og anvendes i alle andre lande i eurozonen. På trods af dette afviser mange butikker i Holland de små mønter.
En lov om afrunding blev gyldig i Finland i januar 2002, og dermed før mønterne kom i omløb. Holland fulgte trop i september 2004 efter pres fra handlende, som hævdede, at håndteringen af 1- og 2-centmønter var for dyr. Efter et succesrigt eksperiment i byen Woerden i maj 2004 har handlende i hele Holland haft lov til at runde kontante transaktioner op eller ned til nærmeste femcent siden september 2004.
Dette skyldes delvis faktorer som stigende priser på metaller - De Nederlandsche Bank beregnede, at banken ville spare 36 millioner USD om året ved ikke at bruge de mindste mønter. Andre lande, som Tyskland, var fortalere for at fastholde mønterne, fordi man fortsat ville anvende priser, der ender på 99 eurocent, da dette virker mere attraktivt for forbrugerne end priser, der er rundet op til hele euro. Dette synspunkt bakkes op af den Europæiske Centralbank selv, da den mener, at det vil gøre det muligt for virksomhederne at beregne priserne mere præcist for at tiltrække kunder. I følge en undersøgelse foretaget af Eurobarometer blandt EU's borgere, så er tyskerne de mest skeptiske overfor fjernelsen af 1- og 2-centmønterne fra cirkulation i hele eurozonen, men samlet set var der blandt alle EU's borgere i 2005 et flertal på 58%, som ønskede 1-centmønten fjernet og et flertal på 52%, som ønskede 2-centmønten fjernet. Belgierne er mest positive over for fjernelsen.

## Egenskaber for dårligt seende
Euromønterne blev designet i samarbejde med organisationer, som repræsenterer blinde personer, og resultatet er, at euromønterne fik mange egenskaber, der gør det muligt at skelne dem fra hinanden ved at man føler på dem. Derudover er mønternes forskellige visuelle udtryk valgt, så de kan skelnes fra hinanden af personer, som ikke kan læse teksten på mønterne.
Mønterne bliver større og tungere med højere værdi. Kobberfarven indikerer den laveste værdi, guldfarven de midterste værdier, og mønterne med to forskellige metaller er dem med de højeste værdier.

## Falske mønter
Over 100.000 falske euromønter bliver taget ud af omløb hvert år, og et tilsvarende antal konfiskeres før de sættes i cirkulation. Ud af 56 milliarder euromønter i omløb er antallet af falske mønter relativt lille. Cirka halvdelen af de falske mønter har tyske motiver, men forfalskninger er opdaget fra alle udstedende lande. Flertallet af de falske mønter er 2-euromønter (60% i 2011), og de fleste andre er 1-euromønter og et mindre antal 50-centmønter. Antallet af falske 2-euromønter, der afsløres hvert år, er faldende, mens antallet af forfalskede 1-euromønter og 50-centmønter er stigende.
Konfiskerede mønter fra omløb (totaler):
2011: 157.000
2010: 186.000
2009: 172.100
2008: 195.900
2007: 211.100
2006: 163.800
2005: 100.500
2004:  75.564
2003:  26.339
European Technical and Scientific Centre anslår, at op mod to millioner falske mønter blev sat i omløb i 2002.

## Temamønter
Hvert land, som har lov til at præge mønter, kan også udstede én temamønt (også kaldet erindringsmønt) om året. Det er kun 2-euromønter, der kan anvendes til dette formål og stadig være et gyldigt betalingsmiddel, og det er kun et begrænset antal mønter, der kan udstedes. Mønten skal fortsat leve op til de normale designkriterier såsom de 12 stjerner, året og det udstedende land.
Grækenland var den første til at udstede en temamønt, og blev fulgt af Cypern, Estland og Irland. I 2007 deltog alle landene i eurozonen i fejringen af Romtraktatens 50-års jubilæum ved at udstede en mønt med ens udseende - eneste forskel var navnet på det udstedende land og sproget.
Dette blev gentaget i 2009 ved markeringen af 10-året for indførelsen af euroen. Udseendet blev valgt ved elektronisk afstemning blandt borgere i EU.
I 2006 begyndte Tyskland at udsende en delstatsmøntserie, som viser hver af de tyske delstater på mønterne. Der vil blive udstedt mønter i denne serie til og med 2021.
Spanien påbegyndte udsendelsen af serien Patrimonio de la Humanidad de la UNESCO (UNESCOs Verdensarv) i 2010 med temamønter med alle Spaniens verdensarvsområder, og denne serie fortsætter til 2050. Rækkefølgen for temamønter er den samme som den rækkefølge, verdensarvsområderne blev udnævnt efter.
Malta udsender en serie på fem 2-eurotemamønter, der alle har temaet forfatningshistorie. Den første mønt blev udsendt i 2011, og den sidste kommer i 2015.

### Guld- og sølvsamlemønter
En arv fra den historiske prægning af mønter er udstedelsen af sølv- og guldtemamønter. I modsætning til normale udgivelser er disse mønter ikke gangbar mønt i hele eurozonen, men kun i det land, mønten er udsendt. For eksempel kan en finsk 10-eurotemamønt ikke anvendes i Portugal.
Disse guldmønter er dog beregnet til samlere, eftersom metalværdien klart overstiger den pålydende valør. Nogle sølvmønter, som de tyske temamønter, kan ofte fås i banker og ved andre salgssteder til den pålydende værdi. Temamønterne er som regel ikke i cirkulation, men gemmes af samlere.
Det er usikkert, hvorvidt EU's Ministerråd vil give disse temamønter en status som betalingsmiddel udenfor de nationale grænser, da San Marino, Monaco og Vatikanstaten også udsteder denne type mønter.